# Associazione Calcio Savona 1940-1941
Questa voce raccoglie le informazioni riguardanti l'Associazione Calcio Savona nelle competizioni ufficiali della stagione 1940-1941.

## Stagione
Nella stagione 1940-1941 il Savona disputò il primo campionato di Serie B della sua storia. Il quarto posto finale, risultato mai più eguagliato, fa sì che questa stagione venga considerata la migliore nella storia del sodalizio biancoblù.

## Divise
La divisa era quella classica, con maglia a strisce biancoblù; all'occorrenza, veniva utilizzata una maglia a tinta unita blu (ad esempio contro l'Udinese.)
| 1ª divisa | 2ª divisa |

## Organigramma societario
Area direttiva
- Presidente: Giorgio Noceti

Area tecnica
- Allenatore: György Orth

## Rosa
| N. |                   | Ruolo | Calciatore        |
| -- | ----------------- | ----- | ----------------- |
|    | Italia (bandiera) | P     | Luigi Caburri     |
|    | Italia (bandiera) | P     | Vittore Martini   |
|    | Italia (bandiera) | D     | Renato Bodini     |
|    | Italia (bandiera) | D     | Lino Morchio      |
|    | Italia (bandiera) | D     | Erminio Rosso     |
|    | Italia (bandiera) | D     | Amedeo Tomei      |
|    | Italia (bandiera) | C     | Teresio Dutto     |
|    | Italia (bandiera) | C     | Sereno Gianesello |
|    | Italia (bandiera) | C     | Marino Puccini    |
|    | Italia (bandiera) | C     | Ernesto Sandroni  |
|    | Italia (bandiera) | C     | Giovanni Riccardi |

| N. |                   | Ruolo | Calciatore           |
| -- | ----------------- | ----- | -------------------- |
|    | Italia (bandiera) | C     | Teresio Traversa     |
|    | Italia (bandiera) | A     | Tristano Bacchilega  |
|    | Italia (bandiera) | A     | Francesco Bolla      |
|    | Italia (bandiera) | A     | Cherubino Comini     |
|    | Italia (bandiera) | A     | Aldo Ferrara         |
|    | Italia (bandiera) | A     | Francesco Imberti    |
|    | Italia (bandiera) | A     | Teresio Piana        |
|    | Italia (bandiera) | A     | Angelo Pomponi       |
|    | Italia (bandiera) | A     | Ernesto Tomasi       |
|    | Italia (bandiera) | A     | Sebastiano Vaschetto |

## Risultati

### Serie B

#### Girone di andata
| Arbitro: | Bonivento (Venezia) |

|                    |           |                          |
| Donati II 36’, 81’ | Marcatori | 50’ Tomasi 76’ Vaschetto |

| Arbitro: | Scorzoni (Bologna) |

|                        |           |  |
| Tomasi 34’ Pomponi 47’ | Marcatori |  |

| Lucca 20 ottobre 1940 | Lucchese             | 0 – 0 | Savona | Stadio Porta Elisa\| Arbitro: \| Rosso (Casale Monf.) \| |
| Arbitro:              | Rosso (Casale Monf.) |       |        |                                                          |

| Arbitro: | Rossi (Milano) |

|                            |           |  |
| Traversa 25’ Vaschetto 63’ | Marcatori |  |

| Arbitro: | Martelli (Livorno) |

|                                        |           |  |
| Bianchi I 13’ Bandini 58’ Malagoli 62’ | Marcatori |  |

| Arbitro: | Rossi (Milano) |

|                                                        |           |  |
| Bodini 10’ (rig.) Piana 21’ Traversa 54’ Vaschetto 85’ | Marcatori |  |

| Arbitro: | Neri (Vicenza) |

|             |           |  |
| Palumbo 59’ | Marcatori |  |

| Arbitro: | Viarengo (Asti) |

|                                        |           |             |
| Piana 9’ Bodini 52’ (rig.), 85’ (rig.) | Marcatori | 10’ Biraghi |

| Arbitro: | Conticini (Firenze) |

|                           |           |                       |
| Bramanti 46’ Colaneri 55’ | Marcatori | 8’ Tomasi 32’ Imberti |

| Arbitro: | Zavattaro (Casale M.) |

|                                                   |           |  |
| Ferrara 36’ Tomasi 47’ Piana 59’, 64’ Imberti 72’ | Marcatori |  |

| Arbitro: | Garotta (Milano) |

|                       |           |  |
| Bolla 68’ Martini 89’ | Marcatori |  |

| Arbitro: | Viarengo (Asti) |

|           |           |  |
| Lippi 85’ | Marcatori |  |

| Arbitro: | Rosso (Casale Monf.) |

|                          |           |            |
| Ferrara 68’ Traversa 89’ | Marcatori | 9’ Zanetti |

| Arbitro: | Coletti (Treviso) |

|          |           |  |
| Banfi 2’ | Marcatori |  |

| Arbitro: | Gnocchini (Como) |

|                                   |           |  |
| Riccardi 2’ Imberti 48’ Piana 89’ | Marcatori |  |

| Arbitro: | Mattea (Torino) |

|             |           |              |
| Bollano 36’ | Marcatori | 61’ Traversa |

| Arbitro: | Francini (Viareggio) |

|                                     |           |  |
| Pomponi 33’, 64’ Puccini 58’ (rig.) | Marcatori |  |

#### Girone di ritorno
| Arbitro: | Cardinali (Milano) |

|                |           |              |
| Bertoni II 52’ | Marcatori | 90’ Riccardi |

| Arbitro: | Silvano (Torino) |

|                     |           |                 |
| Landolfi 49’ (aut.) | Marcatori | 6’ (rig.) Colli |

| Arbitro: | Moretti (Genova) |

|            |           |  |
| Tomasi 26’ | Marcatori |  |

| Arbitro: | Cardinali (Milano) |

|  |           |            |
|  | Marcatori | 51’ Tomasi |

| Savona 9 marzo 1941 | Savona               | 0 – 0 | Reggiana | Campo di Corso Ricci\| Arbitro: \| Francini (Viareggio) \| |
| Arbitro:            | Francini (Viareggio) |       |          |                                                            |

| Ancona 16 marzo 1941 | Anconitana              | 0 – 0 | Savona | Campo del Littorio\| Arbitro: \| Mazza (Torre del Greco) \| |
| Arbitro:             | Mazza (Torre del Greco) |       |        |                                                             |

| Arbitro: | Pizziolo (Firenze) |

|                      |           |         |
| Tomasi 36’ Piana 74’ | Marcatori | 32’ Gei |

| Padova 30 marzo 1941 | Padova              | 0 – 0 | Savona | Stadio Silvio Appiani\| Arbitro: \| Conticini (Firenze) \| |
| Arbitro:             | Conticini (Firenze) |       |        |                                                            |

| Arbitro: | Viarengo (Asti) |

|                                    |           |  |
| Riccardi 7’ Traversa 17’ Piana 72’ | Marcatori |  |

| Arbitro: | Cardinali (Milano) |

|                |           |            |
| Suppi 35’, 52’ | Marcatori | 26’ Tomasi |

| Arbitro: | Camiolo (Roma) |

|           |           |  |
| Dapas 21’ | Marcatori |  |

| Arbitro: | Mazza (Torre del Greco) |

|           |           |  |
| Piana 87’ | Marcatori |  |

| Arbitro: | Bertolio (Torino) |

|             |           |                          |
| Sabaini 22’ | Marcatori | 10’ Vaschetto 82’ Tomasi |

| Arbitro: | Colonna (Bari) |

|  |           |               |
|  | Marcatori | 52’ Vaschetto |

| Arbitro: | Mattea (Torino) |

|  |           |           |
|  | Marcatori | 17’ Banfi |

| Arbitro: | Bertolio (Torino) |

|            |           |  |
| Tomasi 75’ | Marcatori |  |

| Arbitro: | Carpani (Milano) |

|                               |           |                                   |
| Robotti 47’ Foglia 58’ (rig.) | Marcatori | 70’ Gianesello 82’ (rig.) Martini |

### Coppa Italia

#### Terzo turno eliminatorio
| Arbitro: | Silvano (Torino) |

|                                    |           |  |
| Traversa 21’ Piana 25’ Ferrara 56’ | Marcatori |  |

#### Sedicesimi di finale
| Arbitro: | Buratti (Milano) |

|                    |           |  |
| Zironi II 65’, 87’ | Marcatori |  |

## Statistiche

### Statistiche di squadra
| Competizione | Punti | In casa | In casa | In casa | In casa | In casa | In casa | In trasferta | In trasferta | In trasferta | In trasferta | In trasferta | In trasferta | Totale | Totale | Totale | Totale | Totale | Totale | DR  |
| Competizione | Punti | G       | V       | N       | P       | Gf      | Gs      | G            | V            | N            | P            | Gf           | Gs           | G      | V      | N      | P      | Gf     | Gs     | DR  |
| ------------ | ----- | ------- | ------- | ------- | ------- | ------- | ------- | ------------ | ------------ | ------------ | ------------ | ------------ | ------------ | ------ | ------ | ------ | ------ | ------ | ------ | --- |
| Serie B      | 44    | 17      | 14      | 2       | 1       | 35      | 5       | 17           | 3            | 8            | 6            | 13           | 18           | 34     | 17     | 10     | 7      | 48     | 23     | +25 |
| Coppa Italia |       | 1       | 1       | 0       | 0       | 3       | 0       | 1            | 0            | 0            | 1            | 0            | 2            | 2      | 1      | 0      | 1      | 3      | 2      | +1  |
| Totale       | -     | 18      | 15      | 2       | 1       | 38      | 5       | 18           | 3            | 8            | 7            | 13           | 20           | 36     | 18     | 10     | 8      | 51     | 25     | +26 |

### Statistiche dei giocatori
| Giocatore     | Serie B  | Serie B | Coppa Italia | Coppa Italia | Totale   | Totale |
| Giocatore     | Presenze | Reti    | Presenze     | Reti         | Presenze | Reti   |
| ------------- | -------- | ------- | ------------ | ------------ | -------- | ------ |
| T. Bacchilega | -        | -       | 1            | 0            | 1        | 0      |
| R. Bodini     | 13       | 3       | 1            | 0            | 14       | 3      |
| F. Bolla      | 11       | 1       | -            | -            | 11       | 1      |
| L. Caburri    | 14       | -8      | -            | -            | 14       | -8     |
| C. Comini     | 6        | 0       | -            | -            | 6        | 0      |
| T. Dutto      | 10       | 0       | 1            | 0            | 11       | 0      |
| A. Ferrara    | 15       | 2       | 1            | 1            | 16       | 3      |
| S. Gianesello | 8        | 1       | 1            | 0            | 9        | 1      |
| F. Imberti    | 6        | 3       | 1            | 0            | 7        | 3      |
| V. Martini    | 20       | -15; 2  | 2            | -2           | 22       | -17    |
| L. Morchio    | 21       | 0       | 1            | 0            | 22       | 0      |
| T. Piana      | 34       | 8       | 2            | 1            | 36       | 9      |
| A. Pomponi    | 21       | 3       | 1            | 0            | 22       | 3      |
| M. Puccini    | 16       | 1       | -            | -            | 16       | 1      |
| G. Riccardi   | 22       | 3       | 1            | 0            | 23       | 3      |
| E. Rosso      | 32       | 0       | 1            | 0            | 33       | 0      |
| E. Sandroni   | 32       | 0       | 2            | 0            | 34       | 0      |
| E. Tomasi     | 31       | 10      | 2            | 0            | 33       | 10     |
| A. Tomei      | -        | -       | 1            | 0            | 1        | 0      |
| T. Traversa   | 33       | 5       | 2            | 1            | 35       | 6      |
| S. Vaschetto  | 24       | 5       | 1            | 0            | 25       | 5      |